# Gliese 3707
Gliese 3707 även känd som LHS 2520, är en ensam stjärna i mellersta delen av stjärnbilden Korpen. Den har en skenbar magnitud av ca 12,12 och kräver ett kraftfullt teleskop för att kunna observeras. Baserat på parallaxmätning på ca 77,9 mas, beräknas den befinna sig på ett avstånd på ca 42 ljusår (ca 13 parsek) från solen. Den rör sig bort från solen med en heliocentrisk radialhastighet på ca 81 km/s.

## Egenskaper
Glise 3707 är en röd dvärgstjärna i huvudserien av spektralklass M3.5 V. Den har en effektiv temperatur av ca 3 000 K.

## Gliese 3707 i populärkulturen
I Action Comics nr 14 (januari 2013), som publicerades 7 november 2012, dyker Neil deGrasse Tyson upp i berättelsen, där han bestämmer att Supermans hemplanet, Krypton, kretsade kring LHS 2520. Tyson hjälpte DC Comics att välja en verklig stjärna som skulle vara en lämplig moderstjärna för Krypton och valde stjärnan i Korpen, och som är maskoten för Supermans high school, Smallville Crows.
Stjärnan visas också som LP 734-32 i spelet Elite Dangerous, 2014.